# قلاده (جانور)

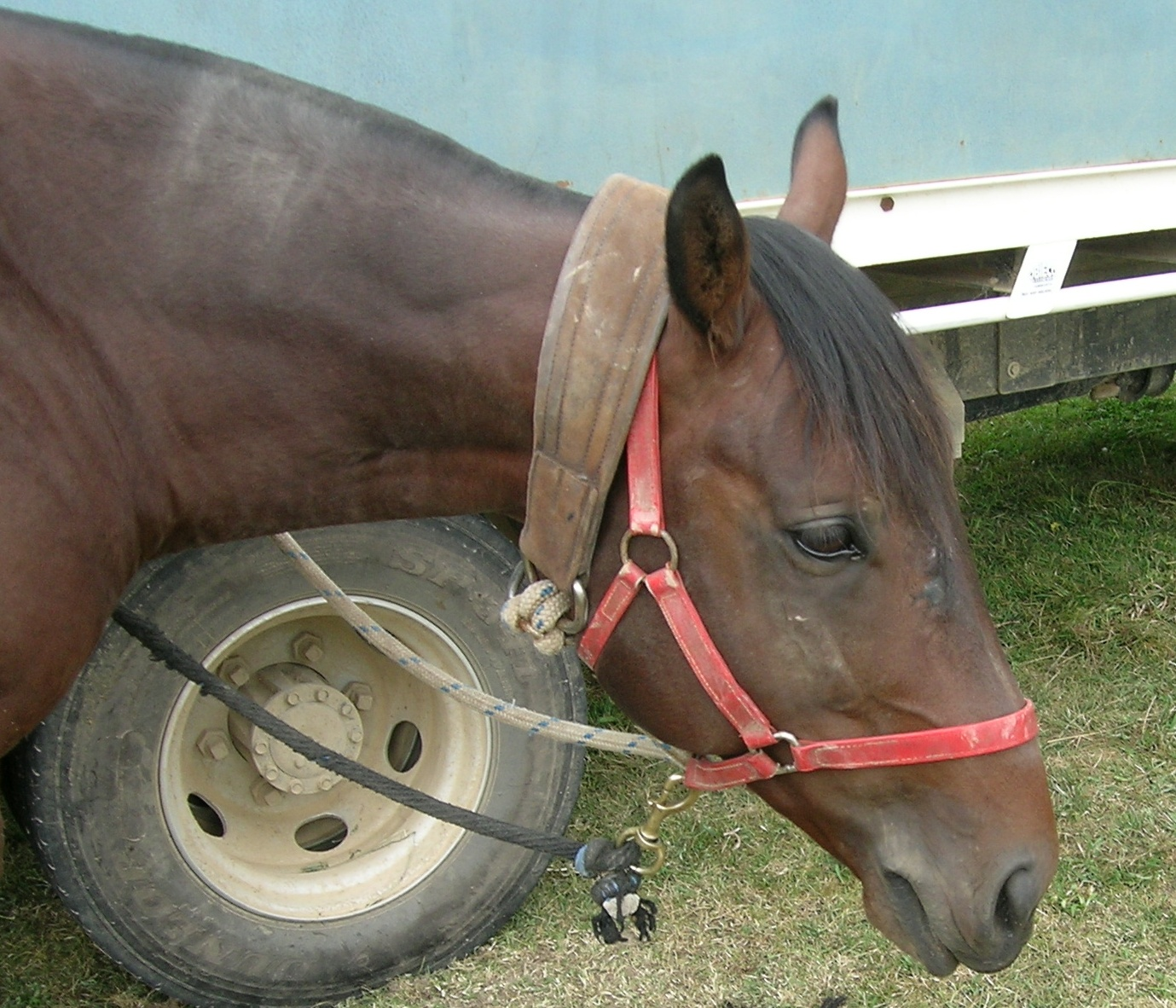
قلاده که به درستی با افسار سر در اسب نر بسته شده است.

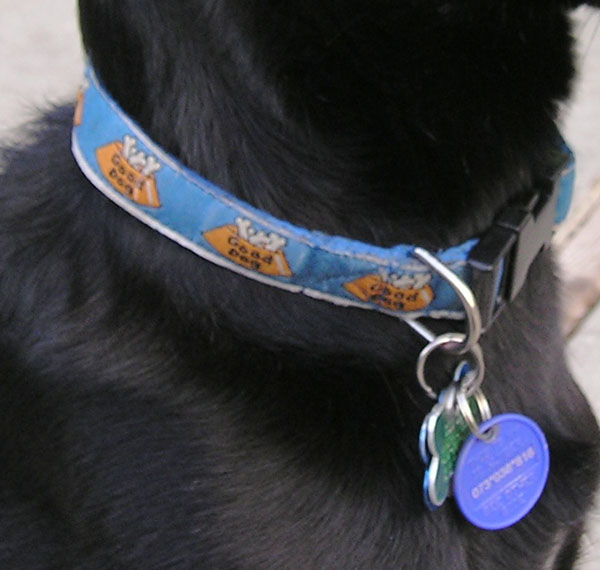
قلاده سگک‌دار نایلونی با باز شدن سریع روی سگ با برچسب‌های شناسایی و پزشکی

قلاده (به انگلیسی: Collar) جانور وسیله‌ای است که به گردن جانور متصل می‌شود تا بتوان آن را مهار کرد.
قلاده‌های آموزشی برای تقویت دستور و حذف هر گونه عادت بد به حیوان در تمرین شوک الکتریکی وارد می‌کنند. ممکن است با یک "حصار نادید"، یک سیم سیگنال که منطقه مجاز سگ را دربر گرفته است، ترکیب شود. اگر سگ بیش از حد به دایره پیرامونی نزدیک شود، شوک دریافت می‌کند.